# Artur Sanhá
Artur Sanhá (ur. 1965) – polityk Gwinei Bissau,
premier Gwinei Bissau w latach 2003–2004.
Od lutego 2000 był ministrem spraw wewnętrznych w rządzie Caetano N’Tchamy. W marcu 2001, gdy został sekretarzem generalnym Partii na rzecz Odnowy Społecznej, wysunięto jego kandydaturę na premiera, ale prezydent Kumba Ialá odrzucił jego kandydaturę, uważając go za zbyt radykalnego. W sierpniu 2001 został odsunięty od kierowania ministerstwem wobec podejrzanych okoliczności aborcji i śmierci jego kochanki.
Po zamachu stanu z września 2003 został wyznaczony przez wojskową juntę na premiera. Jego rząd miał przejściowo rządzić przez 6 miesięcy, ale jego zaprzysiężeniu sprzeciwiło się 15 z 17 partii politycznych. Po wyborach z marca 2004, którym Sanhá miał przeszkadzać, sformował się rząd Carlosa Gomesa Júniora, któremu 10 maja 2004 przekazano władzę.
W 2005 został zatrzymany przez policję podczas protestów przeciw sfałszowaniu wyborów prezydenckich na niekorzyść Kumba Iali. Miał przy sobie załadowany pistolet. W 2008 wystąpił z PRS wobec nieumieszczenia go na liście wyborczej.